# Knoten Steinhäusl
Der Knoten Steinhäusl ist ein Verkehrsknoten in Form eines Autobahndreiecks und verbindet die West Autobahn (A1) mit der Wiener Außenring Autobahn (A21), die an ihm beginnt. Er liegt an der Gemeindegrenze zwischen Altlengbach und Eichgraben nahe dem namensgebenden Ort Steinhäusl. Ihn passieren täglich etwa 70.000 bis 90.000 Fahrzeuge.

## Geschichte
Der Knoten Steinhäusl wurde, gemeinsam mit dem 13 km langen Teilstück der A21 nach Klausen-Leopoldsdorf, am 24. September 1971 dem Verkehr übergeben. Die Gesamtkosten für diesen Bauabschnitt betrugen 434 Mio. Schilling, was heute etwa 142 Mio. Euro entspricht.
In den Jahren 2009 bis 2011 wurde im Bereich des Knotens der Lärmschutz für die etwa 800 Anrainer verbessert. Die auf eine Länge von etwa 4 km errichteten Lärmschutzwände haben eine Gesamtfläche von etwa 32.000 m² und sind an der Außenseite 7,5, zwischen den Fahrspuren 6,5 hoch. Die Gesamtkosten beliefen sich auf rund 9 Mio. Euro.
Seit 2011 entstand direkt am Knoten Steinhäusl eine neue Raststation, sie ersetzt die seit Oktober 2012 geschlossene Raststation Großram. Die Tankstelle sollte ursprünglich Ende 2011 den Betrieb aufnehmen. Aufgrund Problemen in der Bodenstabilität verzögerte sich der Bau, die Tankstelle konnte im Oktober 2012 eröffnet werden. Die Eröffnung des Restaurants fand wie geplant 2014 statt. Für die Raststation wurde eine Brücke über sieben Fahrstreifen errichtet.

## Galerie

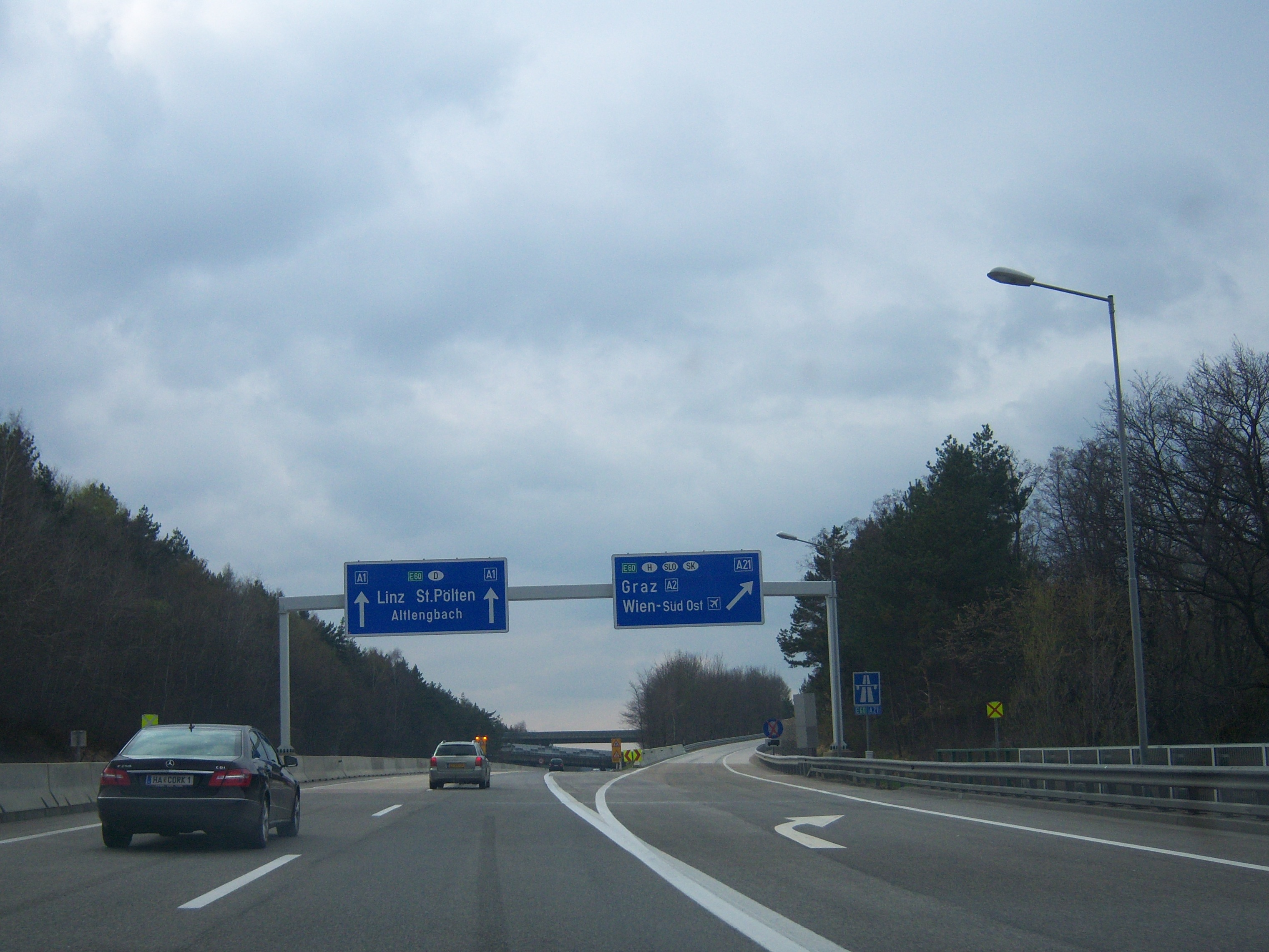
A1 Richtung Salzburg
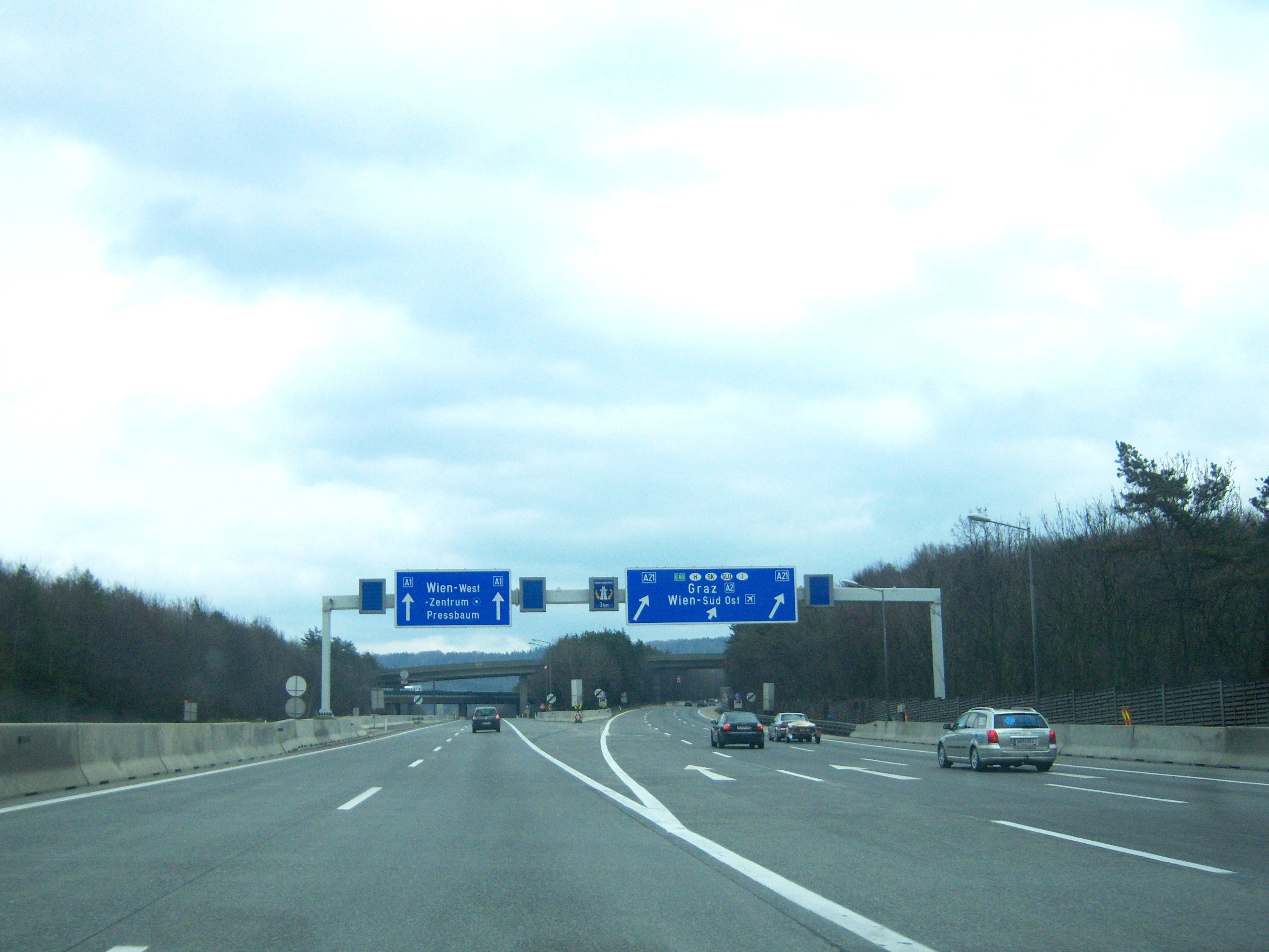
A1 und A21 Richtung Wien und Vösendorf
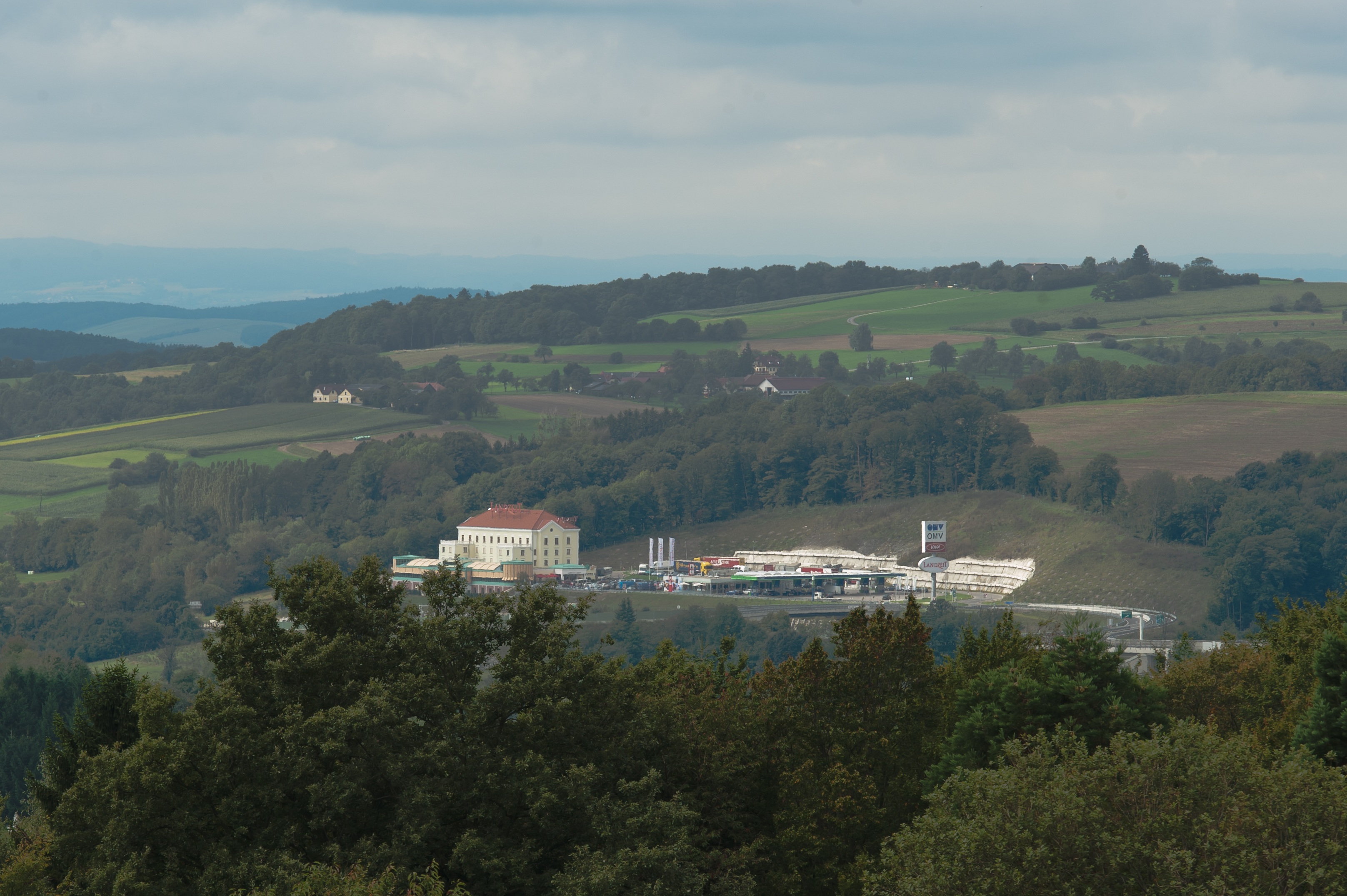
Die Raststation im September 2014